# Gardenia (geslacht)
Gardenia is een geslacht uit de sterbladigenfamilie (Rubiaceae) met 128 soorten planten uit de  tropische en subtropische streken van Afrika, Zuidoost-Azië, Australazië en Oceanië.
Het geslacht is vernoemd naar de Schotse botanicus, natuurkundige en zoöloog Dr. Alexander Garden (1730-1791).

## Kenmerken
Gardenia's zijn groenblijvende struiken en kleine bomen die tot 15 m hoog worden. De bladeren zijn tegenoverstaand of in kransen van drie of vier ingeplant, 5 tot 50 cm lang en 3 tot 25 cm breed, meestal glanzend donkergroen gekleurd en leerachtig aanvoelend. De bloemen zijn alleenstaand of in kleine trossen gegroepeerd, wit of lichtgeel gekleurd, met een buisvormige bloemkroon met tot 5 tot 12 kroonblaadjes, elk met 5 tot 12 cm diameter. Vele soorten hebben een opvallende geur. 
Ze bloeien van halverwege het voorjaar tot midden in de zomer.

## Beschreven soorten
- Gardenia jasminoides J.Ellis (1761) (Kaapse jasmijn)
- Gardenia taitensis DC. (1830) (Tiaré tahiti)

## Soorten
- Gardenia actinocarpa Puttock
- Gardenia anapetes A.C.Sm.
- Gardenia angkorensis Pit.
- Gardenia annamensis Pit.
- Gardenia aqualla Stapf & Hutch.
- Gardenia archboldiana Merr. & L.M.Perry
- Gardenia aubryi Vieill.
- Gardenia barnesii Merr.
- Gardenia beamanii Y.W.Low
- Gardenia boninensis (Nakai) Tuyama ex T.Yamaz.
- Gardenia brachythamnus (K.Schum.) Launert
- Gardenia brevicalyx Rakoton. & A.P.Davis
- Gardenia brighamii H.Mann
- Gardenia buffalina (Lour.) Poir.
- Gardenia cambodiana Pit.
- Gardenia candida A.C.Sm.
- Gardenia carinata Wall. ex Roxb.
- Gardenia carstensensis Wernham
- Gardenia chanii Y.W.Low
- Gardenia chevalieri Pit.
- Gardenia clemensiae Merr. & L.M.Perry
- Gardenia collinsiae Craib
- Gardenia cornuta Hemsl.
- Gardenia coronaria Banks
- Gardenia costulata Ridl.
- Gardenia crameri Tirveng.
- Gardenia cuneata Kurz
- Gardenia dacryoides A.Cunn. ex Puttock
- Gardenia elata Ridl.
- Gardenia epiphytica Jongkind
- Gardenia erubescens Stapf & Hutch.
- Gardenia esculenta Stokes
- Gardenia ewartii Puttock
- Gardenia faucicola Puttock
- Gardenia fiorii Chiov.
- Gardenia flava (Lour.) Poir.
- Gardenia fosbergii Tirveng.
- Gardenia fucata R.Br. ex Benth.
- Gardenia fusca E.T.Geddes
- Gardenia gardneri Puttock
- Gardenia gjellerupii Valeton
- Gardenia gordonii Baker
- Gardenia grievei Horne ex Baker
- Gardenia griffithii Hook.f.
- Gardenia gummifera L.f.
- Gardenia hageniana Gilli
- Gardenia hainanensis Merr.
- Gardenia hansemannii K.Schum.
- Gardenia hillii Horne ex Baker
- Gardenia hutchinsoniana Turrill
- Gardenia imperialis K.Schum.
- Gardenia invaginata Merr. & L.M.Perry
- Gardenia ixorifolia R.Br. ex Hook.f.
- Gardenia jabiluka Puttock
- Gardenia jasminoides J.Ellis
- Gardenia kabaenensis Y.W.Low
- Gardenia kakaduensis Puttock
- Gardenia kamialiensis Takeuchi
- Gardenia lacciflua K.Krause
- Gardenia lamingtonii F.M.Bailey
- Gardenia lanutoo Reinecke
- Gardenia latifolia Aiton
- Gardenia leopoldiana De Wild. & T.Durand
- Gardenia leschenaultii D.Dietr.
- Gardenia longistipula Y.W.Low
- Gardenia magnifica E.T.Geddes
- Gardenia mannii H.St.John & Kuykendall
- Gardenia manongarivensis Rakoton. & A.P.Davis
- Gardenia maugaloae Lauterb.
- Gardenia megasperma F.Muell.
- Gardenia moszkowskii Valeton
- Gardenia mutabilis Reinw. ex Blume
- Gardenia nitida Hook.
- Gardenia obtusifolia Roxb. ex Hook.f.
- Gardenia ornata K.M.Wong
- Gardenia oudiepe Vieill.
- Gardenia ovularis F.M.Bailey
- Gardenia pallens Merr. & L.M.Perry
- Gardenia panduriformis Pierre ex Pit.
- Gardenia papuana F.M.Bailey
- Gardenia philastrei Pierre ex Pit.
- Gardenia posoquerioides S.Moore
- Gardenia propinqua Lindl.
- Gardenia psidioides Puttock
- Gardenia pterocalyx Valeton
- Gardenia pyriformis A.Cunn. ex Benth.
- Gardenia racemulosa Korth.
- Gardenia reflexisepala N.H.Xia & X.E.Ye
- Gardenia reinwardtiana Blume
- Gardenia remyi H.Mann
- Gardenia resinifera Roth
- Gardenia resiniflua Hiern
- Gardenia resinosa F.Muell.
- Gardenia rupicola Puttock
- Gardenia rutenbergiana (Baill. ex Vatke) J.-F.Leroy
- Gardenia sambiranensis Rakoton. & A.P.Davis
- Gardenia saxatilis E.T.Geddes
- Gardenia scabrella Puttock
- Gardenia schlechteri Bonati & Petitm.
- Gardenia schwarzii Puttock
- Gardenia sericea Puttock
- Gardenia similis (Craib) Craib
- Gardenia siphonocalyx Valeton
- Gardenia sokotensis Hutch.
- Gardenia sootepensis Hutch.
- Gardenia stenophylla Merr.
- Gardenia storckii Oliv.
- Gardenia subacaulis Stapf & Hutch.
- Gardenia subcarinata (Corner) Y.W.Low
- Gardenia taitensis DC.
- Gardenia tannaensis Guillaumin
- Gardenia ternifolia Schumach. & Thonn.
- Gardenia tessellaris Puttock
- Gardenia thailandica Tirveng.
- Gardenia thunbergia Thunb.
- Gardenia tinneae Kotschy & Heuglin
- Gardenia transvenulosa Verdc.
- Gardenia trochainii Sillans
- Gardenia tropidocarpa Wernham
- Gardenia truncata Craib
- Gardenia tubifera Wall.
- Gardenia urvillei Montrouz.
- Gardenia vernicosa Merr. & L.M.Perry
- Gardenia vilhelmii Domin
- Gardenia vitiensis Seem.
- Gardenia vogelii Hook.f.
- Gardenia volkensii K.Schum.
- Gardenia vulcanica K.M.Wong

... · 
Afrocanthium · 
Asperula (Bedstro) · 
Atractocarpus · 
Belonophora · 
Bouvardia · 
Breonadia · 
Byrsophyllum · 
Callipeltis · 
Cephalanthus (Kogelbloem) · 
Chassalia · 
Cinchona · 
Coffea (Koffie) · 
Coprosma · 
Cruciata · 
Deppea · 
Galium (Walstro) · 
Gardenia · 
Genipa · 
Morinda · 
Nertera · 
Pentas · 
Plocama · 
Portlandia · 
Psydrax · 
Richardia · 
Rothmannia · 
Rubia · 
Rutidea · 
Rytigynia · 
Sabicea · 
Sarcocephalus · 
Sericanthe · 
Sherardia · 
Spermacoce · 
Tarenna · 
Tricalysia · 
Uncaria · 
Vangueria · 
Virectaria ·  
Wendlandia · 
...